# Mereret-Isesi
Pogledajte također "Mereret A".
Mereret-Isesi (također Meret-Isesi; "Voljena od Isesija") bila je princeza drevnoga Egipta, kćer faraona Djedkare Isesija te možda kraljice Meresank IV. Bila je sestra princeze Kekeretnebti i princeze Hedžetnebu. Imala je još sestara i braće. Prikazana je na jednom reljef, na kojem piše "Kraljeva kćer od njegova tijela, voljena od njega". Ime njezina oca također je na reljefu.